# Vera Hatz
Vera Hatz, nata Jammer, (Amburgo, 15 agosto 1923 – Eutin, 18 ottobre 2010), è stata una numismatica tedesca.

## Biografia
Si è laureata il 14 luglio 1951 all'Università di Amburgo con una tesi sull'inizio della monetazione in Sassonia. Assieme a Peter Berghaus e a suo marito Gert Hatz appartiene, come allieva di Walter Hävernick alla scuola numismatica chiamata "Hamburger Schule".
Dal 16 luglio 1951 è stata collaboratrice del Museum für Hamburgische Geschichte, e dal 1º novembre 1954 iniziò, presso la Numismatische Kommission der Länder in der Bundesrepublik Deutschland, la sistemazione delle monete tedesche del X e XI secolo provenienti dai ritrovamenti monetari del periodo vichingo in Svezia. 
I risultati apparvero dal 1975 nel Corpus Nummorum Saeculorum IX-XI qui in Suecia reperti sunt. Fondamentale la sua classificazione del Otto-Adelheid-Pfennige.
Assieme al marito è nel novero dei più importanti numismatici del Medioevo, specialmente nell'ambito delle monete e della storia del denaro del X e XI secolo.
Nel 2003, assieme al marito Gert, le è stata conferita la medaglia della Royal Numismatic Society.

## Pubblicazioni
- Die Anfänge der Münzprägung im Herzogtum Sachsen (10. und 11. Jahrhundert), Numismatische Studien 3 und 4, Hamburg 1952 Volltext